# Ураев, Пётр Васильевич
Пётр Васи́льевич Ура́ев (27 июня 1910, д. Березинка, Нижегородская губерния, Российская империя — 22 июля 1967, Йошкар-Ола, Марийская АССР, РСФСР, СССР) — советский государственный, партийный и общественный деятель. Кандидат в члены ЦК КПСС (1966—1967). Избирался депутатом Верховного совета МАССР, БАССР, Верховного Совета СССР.

## Биография
Пётр Ураев родился в д. Березина Нижегородской губернии в крестьянской семье. Русский.
Окончил Высшую партийную школу при ЦК ВКП(б) в 1949 г., в 1949—1956 гг. служил в аппарате ЦК КПСС. В 1956—1957 гг. был II секретарём Татарского обкома КПСС, в период 1957—1963 гг. — II секретарём Башкирского обкома КПСС. Избирался депутатом Верховного Совета БАССР 5 и 6 созывов.
В Марийскую АССР, будучи избранным первым секретарём Марийского обкома КПСС, прибыл в ноябре 1963 г.
Во времена П. В. Ураева были созданы крупные птицеводческие хозяйства, плодоводческий совхоз «Суртовский».
В 1965 г. за победу Марийской АССР во Всесоюзном соцсоревновании П. В. Ураеву были вручены переходящие Красное знамя ЦК КПСС и Совета министров СССР.
П. В. Ураев представлял интересы марийского народа в Верховном совете СССР (1966—1967). Он был избран депутатом Верховного совета Марийской АССР VI, VII созывов (1964—1967), делегатом четырёх съездов КПСС. Кандидат в члены ЦК КПСС (1966—1967).
Умер 22 июля 1967 года, похоронен на Туруновском кладбище Йошкар-Олы.

## Награды
- Орден Ленина (1965)
- Орден Трудового Красного Знамени
- Орден Отечественной войны I степени
- Медаль «За трудовую доблесть»
- Золотая медаль ВДНХ (1966)

## Память
- С 1995 года один из бульваров города Йошкар-Ола носит имя П. В. Ураева[1].